# アリシェル・ドドフ
アリシェル・ドドフ(1981年8月4日)は、タジキスタン出身の同国代表サッカー選手である。レガール・タダズ所属。ポジションはGK。